# Bart se detiene a oler los Roosevelts
Bart se detiene a oler los Roosevelts (titulado Bart Stops to Smell the Roosevelts en su versión original) es el segundo episodio de la vigesimotercera temporada de la serie de animación Los Simpson. Se emitió el 2 de octubre de 2011 en Estados Unidos por FOX. El gag del sofá de este episodio, fue dibujado y dirigido por el animador canadiense John Kricfalusi, el creador de Ren & Stimpy.

## Sinopsis
El Director Skinner desafía al Superintendente Chalmers a hacerse cargo de la educación de Bart cuando una de sus bromas hunde un acto de recaudación de fondos del colegio. Chalmers toma un camino poco convencional para enseñar historia americana que produce en Bart una fascinación por el presidente Teddy Roosevelt (en el episodio se utilizan extractos de discursos reales del presidente). Animado por el renacimiento educativo de Bart, Chalmers se lleva a Bart y a su banda de estudiantes problemáticos a una excursión al Bosque de Springfield pero, tras un pequeño accidente que sufrió Nelson, la administración escolar despide a Chalmers por llevarse a los chicos a una excursión no autorizada. Decididos a recuperarle el trabajo a Chalmers, Bart y los chicos toman la Escuela Primaria de Springfield con intención de no dejar salir a nadie hasta que la administración devuelva su cargo.

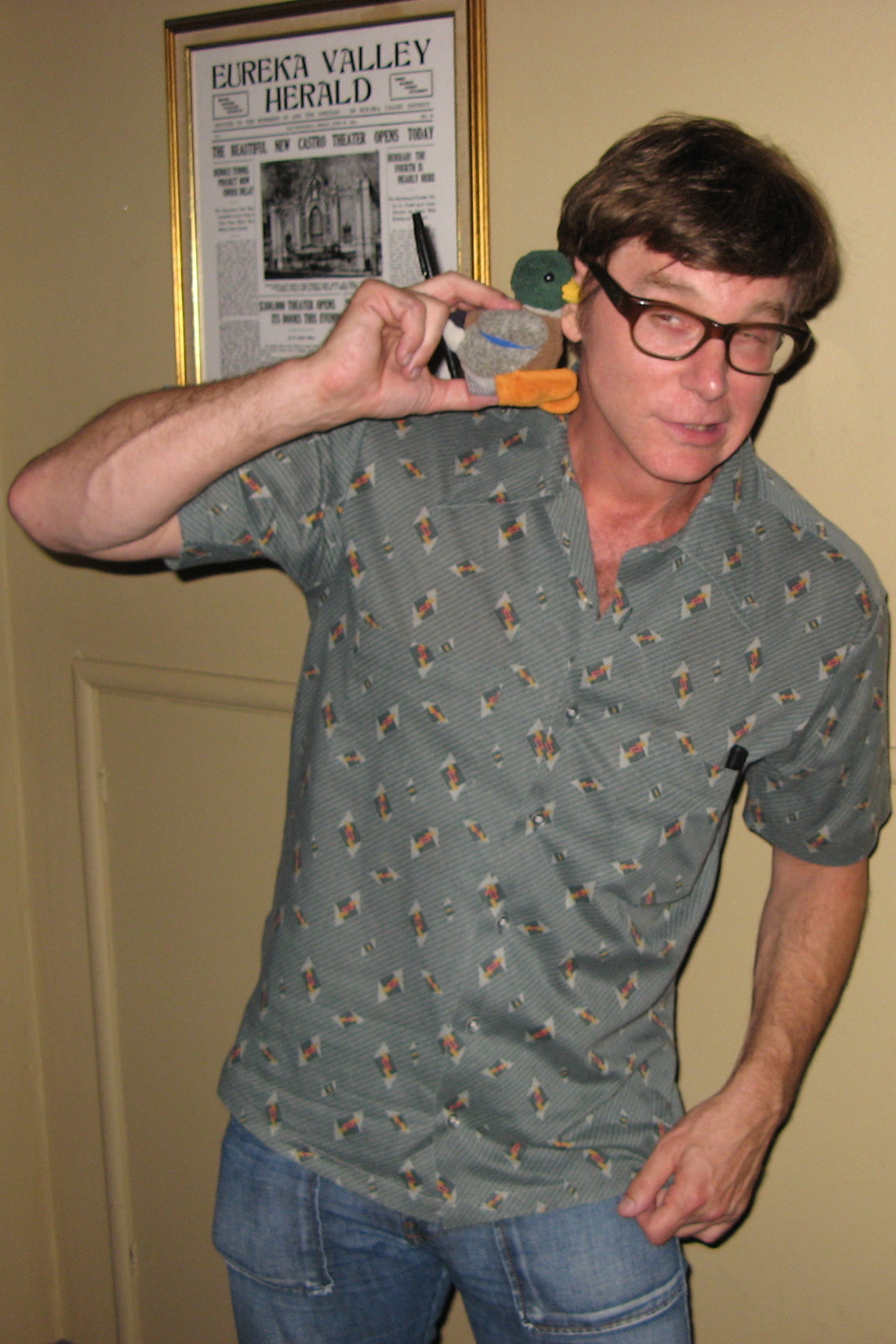
John Kricfalusi, el creador de Ren & Stimpy, dirigió y dibujó el gag del sofá de este episodio.

- Datos: Q2981790